# Karl von Knoerzer (Offizier, 1819)

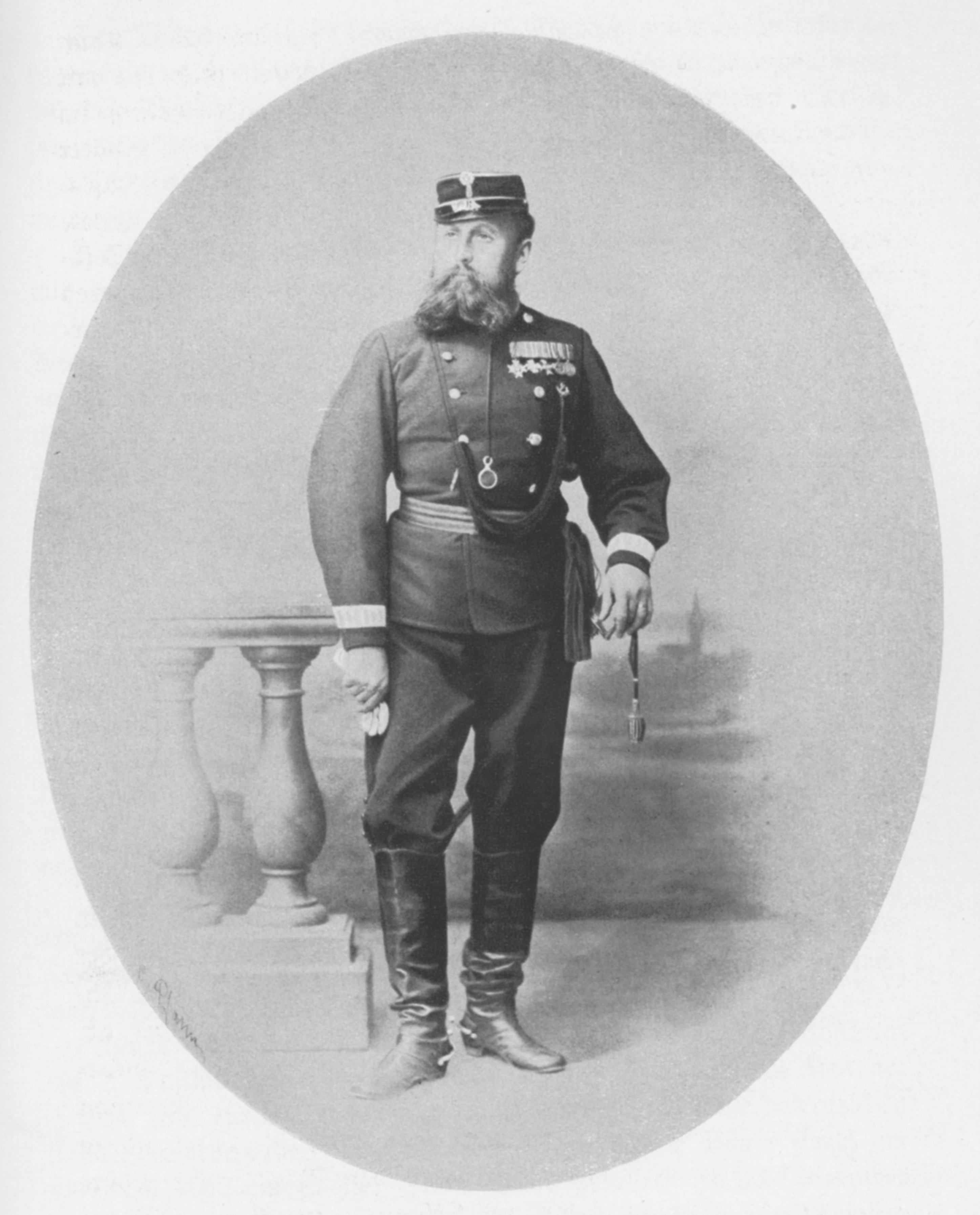
Karl von Knoerzer, Foto von Christian Pfann

Karl Knoerzer, seit 1868 von Knoerzer (* 18. Juli 1819 in Stuttgart; † 24. Januar 1900 ebenda) war ein württembergischer General der Infanterie. 

## Leben
Knoerzer trat im Alter von 16 Jahren in das 8. Infanterie-Regiment der Württembergischen Armee in Stuttgart ein und avancierte 1839 zum Unterleutnant. 1866 wurde er Kommandeur des 2. Jägerbataillons. Knoerzer erhielt 1868 das Ritterkreuz des Ordens der Württembergischen Krone, womit seine Erhebung in den persönlichen Adelsstand verbunden war. Im Jahr darauf stieg er zum Oberstleutnant auf. Knoerzer nahm am Deutsch-Französischen Krieg 1870/71 und insbesondere an der Belagerung von Paris teil, wo er verwundet wurde und eine lebenslange Behinderung davontrug.
Von 1871 bis 1874 stand Knoerzer als Oberst an der Spitze des 1. Infanterie-Regiments „Königin Olga“. Von 1874 bis 1881 befehligte er als Generalmajor die 52. Infanterie-Brigade und wurde 1878 mit dem Komturkreuz des Ordens der Württembergischen Krone ausgezeichnet. Anschließend war er als Generalleutnant Kommandeur der 26. Division und König Karl verlieh ihm in dieser Stellung im Februar 1884 das Großkreuz des Friedrichs-Ordens mit Schwertern. Am 5. Mai 1884 wurde Knoerzer in Genehmigung seines Abschiedsgesuches mit Pension zur Disposition gestellt und in Anerkennung seiner langjährigen, treuen und ausgezeichneten Dienste für sich und seine ehelichen Nachkommen in den erblichen Adelsstand des Königreichs erhoben.
Nach seiner Verabschiedung erhielt Knoerzer 1889 das Großkreuz des Militärverdienstordens und am 30. November 1890 wurde er noch zum General der Infanterie befördert.

## Familie
Seine Ehefrau Marie und die Ehefrau des württembergischen Generals und Kriegsministers Albert von Suckow waren Schwestern. Albert von Suckows Ehe blieb kinderlos. Daher erfolgte für Karl von Knoerzers Sohn Karl Albert (1858–1932), als Erbe seiner Tante (Mutterschwester) Sophie von Suckow, geb. Schweizerbarth, durch Erlass des württembergischen Justizministeriums vom 9. September 1927 eine Namensänderung in „von Knoerzer-Suckow“. Dieser Karl von Knoerzer(-Suckow) trat 1876 in den Militärdienst ein und stieg bis zum Rang eines Generals der Kavallerie auf. 1892–1895 war er Adjutant des Königs von Württemberg, war auch Kommandeur der 7. württembergischen Landwehr-Division. 1918 führte er ein nach im benanntes Korps in der Ukraine.